# نبیله عبید
نبیله عبید (عربی مصری: نبيلة عبيد؛ زادهٔ ۲۱ ژانویهٔ ۱۹۴۵) هنرپیشه اهل مصر است.
او در سال ۱۹۴۵ در شبرا، از توابع قاهره متولد شد و برای اولین بار توسط عاطف سالم به سینمای مصر معرفی شد.